# IC 3425
IC 3425 је лентикуларна галаксија у сазвјежђу Дјевица која се налази на листи објеката дубоког неба у Индекс каталогу.
Деклинација објекта је + 10° 36' 56" а ректасцензија 12h 29m 56,5s. Привидна величина (магнитуда) објекта IC 3425 износи 13,4 а фотографска магнитуда 14,4. IC 3425 је још познат и под ознакама UGC 7633, MCG 2-32-95, CGCG 70-126, VCC 1243, PGC 41244.